# Sri-lankische Cricket-Nationalmannschaft in Indien in der Saison 2022/23
Die Tour der sri-lankischen Cricket-Nationalmannschaft nach Indien in der Saison 2022/23 fand vom 3. bis zum 15. Januar 2023 statt. Die internationale Cricket-Tour war Bestandteil der Internationalen Cricket-Saison 2022/23 und umfasste drei One-Day Internationals und drei Twenty20s. Indien gewann die T20I-Series mit 2–1 und die ODI-Serie 3–0.

## Vorgeschichte
Indien spielte zuvor eine Tour in Neuseeland und Sri Lanka gegen Afghanistan. Das letzte Aufeinandertreffen der beiden Mannschaften bei einer Tour fand in der Saison 2021/22 in Indien statt.

## Stadien
Die folgenden Stadien wurden für die Tour als Austragungsort vorgesehen und am 8. Dezember 2022 bekanntgegeben.
| Stadion                                | Stadt              | Kapazität | Spiele |
| -------------------------------------- | ------------------ | --------- | ------ |
| Barsapara Stadium                      | Guwahati           | 40.000    | 1. ODI |
| Eden Gardens                           | Kolkata            | 82.000    | 2. ODI |
| Wankhede Stadium                       | Mumbai             | 33.000    | 1. T20 |
| Subrata Roy Sahara Stadium             | Pune               | 42.000    | 2. T20 |
| Saurashtra Cricket Association Stadium | Rajkot             | 28.000    | 3. T20 |
| Greenfield International Stadium       | Thiruvananthapuram | 50.000    | 3. ODI |

## Kaderlisten
Indien benannte seine Kader am 27. Dezember 2022. Sri Lanka benannte seine Kader am 28. Dezember 2022.
| ODI | ODI | T20 | T20 |
| Indien | Sri Lanka | Indien | Sri Lanka |
| --- | --- | --- | --- |
| - Hardik Pandya (K) - Suryakumar Yadav (VK) - Yuzvendra Chahal - Ruturaj Gaikwad - Shubman Gill - Deepak Hooda - Ishan Kishan (wk) - Mukesh Kumar - Umran Malik - Shivam Mavi - Axar Patel - Harshal Patel - Sanju Samson (wk) - Jitesh Sharma (wk) - Arshdeep Singh - Washington Sundar - Rahul Tripathi | - Dasun Shanaka (K) - Wanindu Hasaranga (VK) - Charith Asalanka - Ashen Bandara - Avishka Fernando - Chamika Karunaratne - Lahiru Kumara - Pramod Madushan - Dilshan Madushanka - Kusal Mendis - Pathum Nissanka - Bhanuka Rajapaksa - Kasun Rajitha - Sadeera Samarawickrama - Dhananjaya de Silva - Maheesh Theekshana - Nuwan Thushara - Dunith Wellalage | - Rohit Sharma (K) - Hardik Pandya (VK) - Jasprit Bumrah - Yuzvendra Chahal - Shubman Gill - Shreyas Iyer - Ishan Kishan (wk) - Virat Kohli - Umran Malik - Axar Patel - KL Rahul (wk) - Mohammed Shami - Arshdeep Singh - Mohammed Siraj - Washington Sundar - Kuldeep Yadav - Suryakumar Yadav | - Dasun Shanaka (K) - Kusal Mendis (VK) - Charith Asalanka - Ashen Bandara - Avishka Fernando - Nuwanidu Fernando - Wanindu Hasaranga - Chamika Karunaratne - Lahiru Kumara - Pramod Madushan - Dilshan Madushanka - Pathum Nissanka - Kasun Rajitha - Sadeera Samarawickrama - Dhananjaya de Silva - Maheesh Theekshana - Jeffrey Vandersay - Dunith Wellalage |

## Twenty20 Internationals

### Erstes Twenty20 in Mumbai
| 3. Januar Scorecard | Mumbai (WS) | Indien 162-5 (20)         | – | Sri Lanka 160 (20) |
|                     |             | Indien gewinnt mit 2 Runs |   |                    |

Sri Lanka gewann den Münzwurf und entschied sich als Feldmannschaft zu beginnen. Für Indien konnte sich Eröffnungs-Batter Ishan Kishan etablieren und fand mit Hardik Pandya einen Partner, bevor er nach 37 Runs ausschied. An der Seite von Pandya folgte Deepak Hooda. Pandya verlor sein Wicket nach 29 Runs und Hooda beendete mit Axar Patel das Innings. Hooda erzielte dabei 41* und Patel 31* Runs. Fünf indische Bowler erzielten jeweils ein Wicket. Für Sri Lanka konnte sich Eröffnungs-Batter Kusal Mendis etablieren und an seiner Seite Charith Asalanka 12 Runs erzielen. Nachdem mendis nach 28 Runs sein Wicket verlor bildeten Bhanuka Rajapaksa und Dasun Shanaka eine Partnerschaft. Rajapaksa erreichte 10 Runs und der ihm nachfolgende Wanindu Hasaranga de Silva 21 Runs. Nachdem Chamika Karunaratne ins Spiel gekommen war, schied Shanaka nach 45 Runs aus, während Karunaratne das Innings mit 23* Runs beendete, jedoch knapp daran scheiterte die Vorgabe einzuholen. Bester indischer Bowler war Shivam Mavi mit 4 Wickets für 22 Runs. Als Spieler des Spiels wurde Dasun Shanaka ausgezeichnet.

### Zweites Twenty20 in Pune
| 5. Januar Scorecard | Pune | Sri Lanka 206-6 (20)          | – | Indien 190-8 (20) |
|                     |      | Sri Lanka gewinnt mit 16 Runs |   |                   |

Indien gewann den Münzwurf und entschied sich als Feldmannschaft zu beginnen. Sri Lanka begann mit den Eröffnungs-Battern Pathum Nissanka und Kusal Mendis. Mendis schied nach einem Fifty über 52 Runs aus und an der Seite von Nissanka folgte Charith Asalanka. Nissanka verlor nach 33 Runs sein Wicket, woraufhin sich Dasun Shanaka etablierte. Assalanka schied nach 37 Runs aus und Shanaka beendete zusammen mit Chamika Karunaratne das Innings. Shanaka erreichte dabei ein Half-Century über 56 Runs und Karunaratne 11 Runs. Bester indischer Bowler war Umran Malik mit 3 Wickets für 48 Runs. Nachdem Indien früh drei Wickets verloren hatte, konnte sich Suryakumar Yadav zusammen mit Hardik Pandya etablieren. Pandya schied nach 12 Runs aus, woraufhin sich Axar Patel etablierte. Yadav verlor nach einem Fifty über 51 Runs sein Wicket und wurde gefolgt durch Shivam Mavi, bevor Patel ebenfalls nach einem Fifty über 65 Runs ausschied. Mavi verlor mit dem letzten Ball nach 26 Runs sein Wicket, was jedoch nicht ausreichte um die Vorgabe einzuholen. Beste sri-lankische Bowler mit jeweils zwei Wickets waren Dasun Shanaka für 4 Runs, Kasun Rajitha für 22 Runs und Dilshan Madushanka für 45 Runs. Als Spieler des Spiels wurde Deepak Hooda ausgezeichnet.

### Drittes Twenty20 in Rajkot
| 7. Januar Scorecard | Rajkot | Indien 228-5 (20)          | – | Sri Lanka 137 (16.4) |
|                     |        | Indien gewinnt mit 91 Runs |   |                      |

Indien gewann den Münzwurf und entschied sich als Feldmannschaft zu beginnen. Für sie konnte Eröffnungs-Batter Shubman Gill zusammen mit dem dritten Schlagmann Rahul Tripathi eine Partnerschaft bilden. Tripathi schied nach 35 Runs aus und wurde durch Suryakumar Yadav ersetzt. Gill verlor sein Wicket nach 46 Runs, bevor Yadav zusammen mit Axar Patel das Innings beendete. Yadav erzielte dabei ein Century über 112* Runs aus 51 Bällen, Patel 21* Runs. Bester sri-lankischer Bowler war Dilshan Madushanka mit 2 Wickets für 55 Runs. Für Sri Lanka begannen Pathum Nissanka und Kusal Mendis als Eröffnungs-Batter. Mendis schied nach 15 Runs aus und Nissanka kurz darauf nach 15. Daraufhin bildete sich eine Partnerschaft zwischen Dhananjaya de Silva und Charith Asalanka. Asalanka schied nach 19 Runs aus und wurde durch Dasun Shanaka gefolgt. Nachdem de Silva nach 22 Runs sein Wicket verloren hatte, fand Shanaka keinen Batter mehr der sich etablieren konnte und verlor sein Wicket selbst nach 23 Runs. Kurz darauf fiel das letzte Wicket des Innings und Sri Lanka war nicht in der Lage die Vorgabe zu gefährden. Bester indischer Bowler war Arshdeep Singh mit 3 Wickets für 20 Runs. Als Spieler des Spiels wurde Suryakumar Yadav ausgezeichnet.

## One-Day Internationals

### Erstes ODI in Guwahati
| 10. Januar Scorecard | Guwahati | Indien 373-7 (50)          | – | Sri Lanka 306-8 (50) |
|                      |          | Indien gewinnt mit 67 Runs |   |                      |

Sri Lanka gewann den Münzwurf und entschied sich als Feldmannschaft zu beginnen. Für Indien bildeten Eröffnungs-Batter Rohit Sharma und Shubman Gill eine Partnerschaft. Gill schied nach 70 Runs aus und wurde durch Virat Kohli ersetzt, bevor auch Sharma nach einem Fifty über 83 Runs ausschied. An der Seite von Kohli erzielte Shreyas Iyer 28, KL Rahul 39 und Hardik Pandya 14 Runs, bevor auch er nach einem Century über 113 Runs aus 87 Bällen sein Wicket verlor. Bester sri-lankischer Bowler war Kasun Rajitha mit 3 Wickets für 88 Runs. Für Sri Lanka konnte sich Eröffnungs-Batter Pathum Nissanka etablieren und an seiner Seite Charith Asalanka 23 und Dhananjaya de Silva 47 Runs erzielen. Nachdem Nissanka Dasun Shanaka als Partner gefunden hatte, schied er nach einem Fifty über 72 Runs aus. An der Seite von Shanaka erreichte Wanindu Hasaranga 16 und Chamika Karunaratne 14 Runs. Shanaka erzielte bis zum Ende des Innings ein Century über 108* Runs aus 88 Bällen, was jedoch nicht ausreichte um die Vorgabe einzuholen. Bester indischer Bowler war Umran Mali mit 3 Wickets für 57 Runs. Als Spieler des Spiels wurde Virat Kohli ausgezeichnet.

### Zweites ODI in Kolkata
| 12. Januar Scorecard | Kolkata | Sri Lanka 215 (39.4)         | – | Indien 219-6 (43.2) |
|                      |         | Indien gewinnt mit 4 Wickets |   |                     |

Sri Lanka gewann den Münzwurf und entschied sich als Schlagmannschaft zu beginnen. Für sie begannen Avishka Fernando und Nuwanidu Fernando als Eröffnungs-Batter. Avishka Fernando schied nach 20 Runs aus und wurde durch Kusal Mendis ersetzt, der 34 Runs erreichte. Nachdem Nuwanidu Fernando nach einem Fifty über 50 Runs ausgeschieden war, verlor auch Charith Asalanka nach 15 Runs sein Wicket. Daraufhin bildeten Wanindu Hasaranga und Dunith Wellalage eine Partnerschaft. Hasaranga schied nach 21 Runs aus und wurde gefolgt durch Chamika Karunaratne der 17 Runs erreichte. Nachdem Kasun Rajitha ins Spiel gekommen war, schied Wellalage nach 32 Runs aus. Rajitha konnte 17* Runs erreichen, bis das letzte sri-lankische Wicket fiel. Beste indische Bowler waren Mohammed Siraj mit 3 Wickets für 30 Runs und Kuldeep Yadav mit 3 Wickets für 51 Runs. Für Indien erzielten die Eröffnungs-Batter Rohit Sharma 17 und Shubman Gill 21 Runs. Daraufhin bildete Shreyas Iyer zusammen mit KL Rahul eine Partnerschaft. Iyer verlor sein Wicket nach 28 Runs, bevor der hineinkommende Hardik Pandya 36 Runs erreichte. Nachdem Axar Patel nach 21 Runs ausgeschieden war, konnte Rahul zusammen mit Kuldeep Yadav die Vorgabe einholen. Rahul erreichte dabei ein Fifty über 64* Runs, Yadav 10* Runs. Beste sri-lankische Bowler waren Chamika Karunaratne mit 2 Wieckts für 51 Runs und Lahiru Kumara mit 2 Wickets für 64 Runs Als Spieler des Spiels wurde Kuldeep Yadav ausgezeichnet.

### Drittes ODI in Thiruvananthapuram
| 15. Januar Scorecard | Thiruvananthapuram | Indien 390-5 (50)           | – | Sri Lanka 73 (22) |
|                      |                    | Indien gewinnt mit 317 Runs |   |                   |

Indien gewann den Münzwurf und entschied sich als Schlagmannschaft zu beginnen. Die indischen Eröffnungs-batter Rohit Sharma und Shubman Gill bildeten eine erste Partnerschaft. Nachdem Sharma nach 42 Runs ausgeschieden war, wurde er durch Virat Kohli ersetzt, der zusammen mit Gill eine Partnerschaft über 131 Runs erreichte. Nachdem Gill nach 116 Runs aus 97 Bällen ausgeschieden war, kam Shreyas Iyer ins Spiel, der 38 Runs erreichte. Kohli beendete das Innings ungeschlagen mit einem Century über 166 Runs aus 110 Bällen und erhöhte so die Vorgabe auf 391 Runs. Beste sri-lankische Bowler waren Kasun Rajitha mit 2 Wickets für 81 Runs und Lahiru Kumara mit 2 Wickets für 87 Runs. Für Sri Lanka erzielte der Eröffnungs-Batter Nuwanidu Fernando 19 Runs. Von den verbliebenen Battern konnten dann Dasun Shanaka 11 und Kasun Rajitha 13* Runs erzielen, jedoch wurde im 22 Over das letzte innings verloren und so konnte man die Vorgabe nicht gefährden. Es war der größte Abstand bei einem Sieg in einem ODI. Bester indischer Bowler war Mohammed Siraj mit 4 Wickets für 32 Runs. Als Spieler des Spiels wurde Virat Kohli ausgezeichnet.

## Auszeichnungen

### Player of the Series
Als Player of the Series wurden der folgende Spieler ausgezeichnet.
| Serie    | Player of the Series |
| -------- | -------------------- |
| ODI      | Virat Kohli          |
| Twenty20 | Axar Patel           |

### Player of the Match
Als Player of the Match wurden die folgenden Spieler ausgezeichnet.
| Spiel       | Player of the Match |
| ----------- | ------------------- |
| 1. ODI      | Virat Kohli         |
| 2. ODI      | Kuldeep Yadav       |
| 3. ODI      | Virat Kohli         |
| 1. Twenty20 | Deepak Hooda        |
| 2. Twenty20 | Dasun Shanaka       |
| 3. Twenty20 | Suryakumar Yadav    |